# Dave Frost
Dave Frost (Long Beach, California; 17 de noviembre de 1952 - 17 de abril de 2023) fue un beisbolista estadounidense que jugó cinco temporadas con tres equipos en la posición de pitcher.

## Carrera
Fue elegido en la posición 18 de la primera ronda del draft de 1974 por los Chicago White Sox y su debut en la MLB sería el 11 de septiembre de 1977 ante los California Angels en Anaheim Stadium donde tuvo una salida de 6 entradas con dos carreras permitidas y tres ponches pero salió sin decisión. Su primera victoria llegaría la semana siguiente ante el mismo equipo lanzando más de siete entradas en Comiskey Park y ganó 7-3.
El 5 de diciembre de 1977 sería cambiado junto a Brian Downing y Chris Knapp a los Angels por Bobby Bonds, Richard Dotson y Thad Bosley, donde pasaría el tiempo entre el equipo profesional y las filiales hasta 1978, temporada en la que tuvo 10 aperturas con récord de 5-4 y efectividad de 2.58.
Al año siguiente tuvo récord de 16-10 y lideró al equipo en efectividad con 3.57, entradas lanzadas con más de 239 y porcentaje de victorias, ganó el título de la División Oeste de la Liga Americana en una rotación que era completada por Nolan Ryan, Don Aase, Jim Barr, Chris Knapp y Frank Tanana.
A causa de los serios problemas en su hombro de lanzar se vio limitado en las siguientes temporadas, dos con los Angels y la última con los Kansas City Royals en 1982 donde tuvo una marca combinada de 11-22 con efectividad de 5.40. Fue incluido en el roster histórico de los Chicago White Sox.
Frost lanzó un juego de Los Angeles Angels del lunes 27 de junio de 2011.==M

## Muerte
El 14 de abril del 2023, falleció en el Kindred Hospital in Westminster, California, a la edad de 70 años.